# Тененбаум, Михаил Ильич
Михаи́л Ильи́ч Тененба́ум (1906—1991) — советский партийный и хозяйственный деятель, первый секретарь Липецкого городского комитета КПСС (1940—1945).

## Биография
М. И. Тененбаум родился в 1906 году в Одессе. С 1921 работал на местных предприятиях. В 1929 году окончил судостроительный техникум в городе Николаеве, поступил в Московскую горную академию, после её разделения на шесть вузов закончил в 1932 г. Московский институт стали и сплавов и был направлен на работу на металлургический завод в Мариуполь.
В 1934 году М. И. Тененбаум переехал в Липецк. Работал на Новолипецком металлургическом заводе начальником доменного цеха.
В 1940 был избран первым секретарём Липецкого горкома ВКП(б). В годы Великой Отечественной войны назначен председателем Государственного Комитета обороны по городу Липецку. После войны был парторгом Липецкого тракторного завода. После 1950 года работал на металлургических предприятиях в Тульской области.
В феврале 1986 за большую организаторскую работу в деле мобилизации трудящихся города в годы Великой Отечественной войны и вклад в развитие города Липецка М. И. Тененбауму было присвоено звание «Почётный гражданин города Липецка».

## Награды
- Орден «Знак Почёта»
- медали